# مارجريتا فوجريس
مارجريتا بليكر فوجريس (بالإنجليزية: Margaretta Faugères) (الحادي عشر من أكتوبر 1771 - التاسع من يناير 1801). هي شاعرة وكاتبة مسرحية وناشطة سياسية أمريكية. وهي ابنة الكاتبة آن إليزا بليكر.

## طفولتها
ولدت مارجريتا بليكر في نيويورك في 1771. وبعد ولادتها بفترة قصيرة انتقلت مع عائلتها إلى ألباني، حيث عاشوا بهدوء تام، حتى قيام الثورة الأمريكية. كانت أمها كاتبة، وشجعتها على الكتابة كذلك. وخلال الحرب فقدت مارجريتا الكثير من أفراد عائلتها، وهذه الخسارة وضعت والدتها في اكتئاب كبير. واستمرت مأساة مارجريتا بفقدانها لوالدتها وهي في سن الثانية عشر.

## سيرتها
في وقت ما بعد وفاة والدتها انتقلت هي ووالدها إلى نيويورك، حيث تابعت تعليمها وبدأت في التأليف، واستفادت في ذلك من سمعة والدتها ككاتبة. وقامت بنشر ما تبقى من شعر والدتها في مجلة نيويورك عام 1790. وبالمثل بدأت تنشر قصائدها الخاصة، ونمت شهرتها كشاعرة لبضع سنوات. وكانت لها آراء سياسية قوية، وتتركز كتاباتها حول مناهضة العبودية، ودعمها للثورة الفرنسية، ومعارضتها لحكم الإعدام.
دعمها للثورة الفرنسية على الأرجح بسبب علاقتها بالفيزيائي الفرنسي بيتر فوجريس، الذي شاركها آرائها السياسية، تزوجوا (خلافاً لإرادة أبيها) في يوم الباستيل 14 يوليو في 1792. بعد ذلك قُدر لزواجها أن يكون بائساً، حيث أساء زوجها لها.
لا يُعرف الكثير عن حياتها، توفي زوجها بسبب الحمى الصفراء عام 1798. درست في أكاديمية في نيو برونزويك وبعد ذلك في بروكلين. توفيت 9 يناير 1801 ودفنت بجوار والدتها.